# Orthochiroides insularis
Espèce
Synonymes
- Butheolus insularis Pocock, 1899
- Orthochirus insularis (Pocock, 1899)

Orthochiroides insularis est une espèce de scorpions de la famille des Buthidae.

## Distribution
Cette espèce est endémique du Nord de Socotra au Yémen,.

## Description
L'holotype mesure 22 mm.
Orthochiroides insularis mesure de 22 à 32 mm.

## Systématique et taxinomie
Cette espèce a été décrite sous le protonyme Butheolus insularis par Pocock en 1899. Elle est placée dans le genre Orthochirus par Birula en 1917. Elle est considérée comme une sous-espèce d'Orthochirus bicolor par Levy et Amitai en 1980. Elle est élevée au rang d'espèce dans le genre Orthochiroides par Kovařík en 2004. Elle est placée dans le genre Orthochirus par Lourenço et Ythier en 2021 puis dans le genre Orthochiroides par Kovařík et Lowe en 2022.

## Étymologie
Son nom d'espèce lui a été donné en référence au lieu de sa découverte, une île.

## Publication originale
- Pocock, 1899 : « The expedition to Socotra. III. Descriptions of the new species of Scorpion, Centipedes and Millipedes. » Bulletin of the Liverpool Museums, vol. 2, p. 7–9 (texte intégral).